# Mergel (sedimentologie)

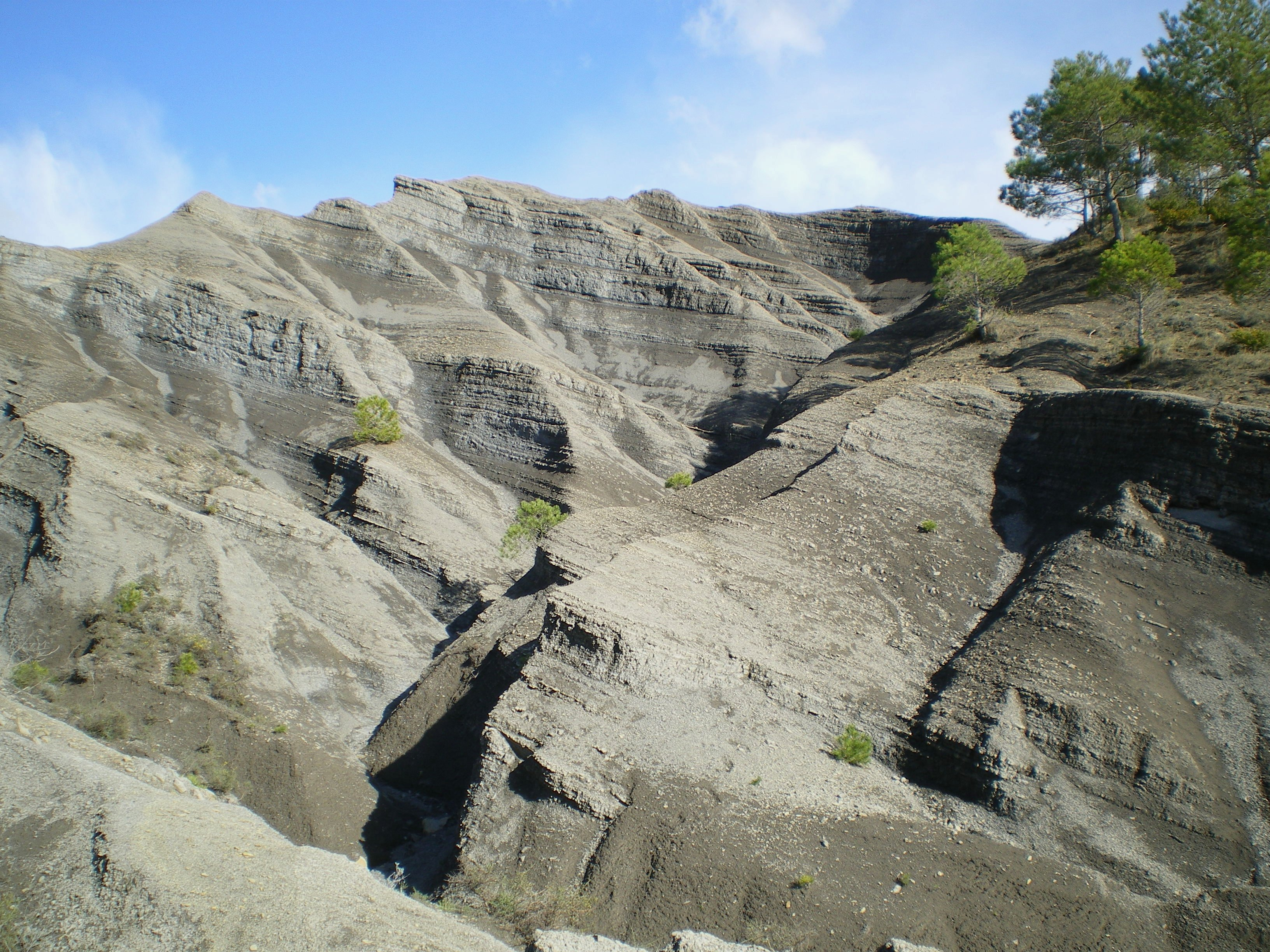

Mergel is een sedimentair gesteente dat uit een mengsel van klei en fijnverdeelde kalk bestaat. Het is een slecht afgebakend begrip. Qua samenstelling neemt dit gesteente een plaats in tussen kalksteen en schalie; de overgang verloopt gradueel. 
Hoewel er verschillende definities bestaan, wordt in Nederland de regel gehanteerd dat mergel een gesteente is dat voor 25–75% uit kalk bestaat en voor het restant uit klei. Door het grote gehalte aan kleimineralen kan mergel niet zo goed cementeren als kalksteen, waardoor het gemakkelijker erodeert. De Limburgse mergel is eigenlijk geen mergel maar een kalksteen.
Mergel vormt zich in ondiep zeewater, voornamelijk in warme, tropische klimaten. Het is opgebouwd uit de kalkskeletjes van kleine diertjes. Na het sterven van de diertjes bezinken de kalkskeletjes. Deze stapelen zich op de bodem van de zee tot een dikke laag kalkrijk sediment op.
De Duitse mineraloog Carl Wilhelm Correns heeft voor Duitsland de volgende classificatie ingevoerd, die ook buiten het Duitse taalgebied aan invloed wint: 
- kalksteen van hoog gehalte (hochprozentiger Kalkstein) (tot 95% kalk, 5% klei)
- mergelachtige kalk (mergeliger Kalk) (tot 85% kalk, 15% klei)
- mergelkalk (tot 75% kalk, 25% klei)
- kalkmergel (tot 65% kalk, 35% klei)
- mergel (tot 35% kalk, 65% klei)
- kleimergel (Tonmergel) (tot 25% kalk, 75% klei)
- mergelklei (Mergelton) (tot 15% kalk, 85% klei)
- mergelachtige klei (mergeliger Ton) (tot 5% kalk, 95% klei)
- klei van hoog gehalte (hochprozentiger Ton) (0% kalk, 100% klei)

Fluviatiel of marien: grind · zand · zavel · leem · klei    
Kalkhoudend: kalk · mergel · moeraskalk

Eolisch: zandlöss · löss    
Glaciaal: keimergel · keileem    
Organogeen: hoogveen · laagveen
Korrelgrootte: lutum (< 2 µm) · silt (2–63 µm) · zand (63 µm–2 mm) · grind (2–63 mm) · stenen (63–200 mm) · keien (200–630 mm) · blokken (> 630 mm)